# Trần Anh Hùng
Anh Hùng Trần (Danan, Vietnam, 23 de diciembre de 1962) es un director y guionista de cine de origen vietnamita.

## Filmografía
- Eternity (Éternité), 2016. Dirección.
- Norwegian Wood (Noruwei no Mori), 2010. Guion y dirección.
- Vengo con la Lluvia (I Come With the Rain), 2009. Guion y dirección.
- Pleno verano (À la verticale de l’été), 2000. Guion y dirección.
- Cyclo, 1995. Guion y dirección.
- El olor de la papaya verde (Mùi đu đủ xanh), 1993. Guion y dirección.

## Premios y distinciones
| Año  | Categoría                                       | Película                   | Resultado |
| ---- | ----------------------------------------------- | -------------------------- | --------- |
| 1994 | Mejor película extranjera (de habla no inglesa) | El olor de la papaya verde | Nominado  |

| Año  | Categoría       | Película | Resultado |
| ---- | --------------- | -------- | --------- |
| 1995 | León de Oro     | Cyclo    | Ganador   |
| 1995 | Premio FICESPRI | Cyclo    | Ganador   |